# Raven Squad: Operation Hidden Dagger
Raven Squad: Operation Hidden Dagger là tựa game bắn súng góc nhìn thứ nhất (FPS) pha trộn chiến lược thời gian thực (RTS) lấy bối cảnh thời hiện đại do hãng Atomic Motion phát triển và Evolved Games cùng SouthPeak Interactive phát hành vào năm 2009.

## Cốt truyện
Vào năm 2011, một nhóm lính đánh thuê gồm tám thành viên tên gọi là Raven Squad được cử tới khu vực Amazon của Brasil để thu thập các hàng hóa quan trọng, nhưng không may trong lúc hạ cánh, chiếc máy bay chuyên chở đột ngột gặp sự cố và hầu hết mọi người đều hi sinh. Hai tổ Paladin và Shadow may mắn sống sót, họ tiếp tục công việc còn dang dở của đồng đội mà không biết rằng mình đang dấn thân vào cuộc nội chiến ác liệt giữa nhiều phe phái nham hiểm trong khu rừng nhiệt đới Amazon.

## Lối chơi
Trong Raven Squad, người chơi nắm quyền điều khiển hai nhóm quân, mỗi nhóm gồm 4 thành viên. Nhóm thứ nhất dưới sự chỉ huy của đội trưởng mang biệt danh Paladin, sở trường là đột kích với các loại vũ khí, trang bị hạng nặng để đè bẹp đối thủ trong tích tắc, còn nhóm thứ hai được dẫn dắt bởi đội trưởng Shadow lại có xu hướng hoạt động âm thầm như do thám trong lòng địch, ám sát tướng lĩnh hay dò tìm các tài liệu mật.
Game thủ có thể dễ dàng chuyển qua điều khiển một trong hai nhóm quân khi cần thiết, đây là điều tối quan trọng nếu người chơi muốn hoàn thành nhiệm vụ suôn sẻ trong Raven Squad. Vì mỗi nhóm đều có kĩ năng, sở trường và các loại vũ khí riêng biệt phù hợp với từng tình huống cụ thể. Ngoài việc trải nghiệm trong góc nhìn người thứ nhất, người chơi còn có thể khởi động chế độ RTS khi camera đổi hướng quan sát từ trên cao xuống địa hình phía dưới. Theo nhà sản xuất thì những thành viên trong nhóm hoàn toàn có khả năng độc lập tác chiến mà không cần chờ chỉ đạo của người chơi, họ sẽ nhận biết vị trí của mình trên chiến trường thông qua tiếp sóng từ vệ tinh hoặc một số phương tiện định vị chuyên dụng khác.
Khác với các sản phẩm cùng loại ra đời trước đây, với Raven Squad khi chuyển đổi qua lại giữa hai chế độ FPS và RTS sẽ không còn cảnh màn hình nạp dữ liệu nữa vì hình ảnh được thiết kế giống nhau cho cả hai góc nhìn camera. Với chế độ RTS, game thủ được trang bị khá nhiều đòn chiến thuật đặc biệt, thí dụ như thay đổi đội hình, điều khiển một nhóm quân xung phong trong khi nhóm còn lại tập trung bắn ghìm quân địch, hay đơn giản là ném lựu đạn vào vị trí nghi ngờ có tập kích v..vv. Tất nhiên, game vẫn có các phương án tấn công hoặc phòng thủ cơ bản được thiết kế sẵn để người chơi nhanh chóng triển khai khi cần thiết.
Còn về chế độ FPS, việc điều khiển nhóm lúc này có phần chân thực hơn so với cách chơi RTS vì ngoài phân công nhiệm vụ cho đồng đội, người chơi cũng phải trực tiếp chiến đấu và lo cho mạng sống của chính mình. Điều đặc biệt trong Raven Squad là chất lượng hình ảnh không hề thay đổi cho dù người chơi đang quan sát màn chơi dưới góc nhìn thứ nhất hay từ trên cao.

## Đón nhận
Raven Squad chỉ nhận được sự đánh giá tồi tệ trung bình khoảng 32,67% trên Game Rankings. 3xGamer đưa ra một đánh giá kém cỏi là 1.5 trên 5 sao do lối chơi khó chịu.
Về lối chơi thì ở phần FPS, game sở hữu những yếu tố của một game FPS hiện đại như thay đổi trạng thái đứng, ngồi, ngắm bắn, chạy, nấp đều được đầu tư quá nghèo nàn. Tất cả các loại súng đều có độ giật gần như giống nhau, và lúc ngắm bắn thì người chơi sẽ luôn thấy khó chịu khi nhận ra rằng, có vẻ như viên đạn phóng ra không có một chút uy lực nào cả. Thêm vào đó, kho vũ khí nghèo nàn của sáu nhân vật trong game cũng đem lại cảm giác thất vọng tràn trề.
Bên cạnh phần FPS tệ hại thì bước sang RTS cũng dở không kém. Game cho phép chuyển đổi nhanh chóng giữa hai góc nhìn thứ nhất (trong phần FPS) và từ trên xuống (trong phần RTS) và khi vào phần chơi chiến thuật, người chơi sẽ điều khiển hau nhóm ba người với các kỹ năng riêng biệt. Tuy nhiên, số lệnh cho phép thực hiện quá ít, đi kèm với màn chơi được thiết kế hoàn toàn tuyến tính từ đầu đến cuối, không có những tình tiết bất ngờ, gay cấn nên sẽ khiến người chơi mau chán.